# Piłownia
Piłownia (biał. Пілаўня; ros. Пиловня) – wieś na Białorusi, w obwodzie grodzieńskim, w rejonie szczuczyńskim.
W latach 1921–1939 wieś należała do gminy Berszty, w powiecie grodzieńskim województwa białostockiego.
Według Powszechnego Spisu Ludności z 1921 roku wieś zamieszkiwały 83 osoby, wśród których 25 było wyznania rzymskokatolickiego, a 58 prawosławnego. Jednocześnie 25 mieszkańców zadeklarowało polską przynależność narodową, a 58 białoruską. Było tu 12 budynków mieszkalnych.